# 기타하라역
기타하라역(일본어: 北原駅, きたはらえき)은 일본 군마현 마에바시시에 있는 조모 전기 철도 조모 전기 철도 조모 선의 역이다.

## 역 구조
단선 승강장 1면 1선의 지상역으로 무인역이다.

## 역 주변
역 부근은 농촌의 마을로 농가가 많다. 역 북쪽에 무료 주차장이 있다. 주변에 양로원이나 진료소가 입지하였고, 현재는 역 부근에 상점은 없으며 남쪽 지방 도로변의 편의점까지는 약간 거리가 있다.

## 역사
- 1939년 7월 11일: 영업 개시.

## 인접역
| ■ 조모 전기 철도 조모 선 | ■ 조모 전기 철도 조모 선 | ■ 조모 전기 철도 조모 선 |
| ------------------------ | ------------------------ | ------------------------ |
| 히고시 주오마에바시 방면 |                          | 아라야 니시키류 방면     |